# Magali Carrier
Pour les articles homonymes, voir Carrier (homonymie).
Magali Carrier, née le 21 juin 1978 à Toulouse, est une escrimeuse française, pratiquant le sabre.
Championne de France de sabre en 1998, elle remporte la médaille d'argent par équipes aux Championnats du monde d'escrime 1999 et aux Championnats d'Europe d'escrime 2000 et la médaille de bronze par équipes aux Championnats du monde d'escrime 2000.
Elle met un terme à sa carrière en 2005.
Au terme de sa carrière de tireuse, Magali Carrier devient maître d'armes. Elle est nommée CTR (conseillère technique régionale) pour la Ligue d'escrime du Languedoc-Roussillon par la Fédération française d'escrime.